# 木佐木村
木佐木村（きさきむら）は、福岡県三潴郡にあった村。現在の三潴郡大木町の一部。

## 地理
筑後平野のほぼ中央で、山ノ井川、花宗川の両下流の間に位置していた。

## 歴史
- 1889年（明治22年）4月1日 - 町村制の施行により、三潴郡侍島村、八町牟田村、絵下古賀村、上木佐木村、上牟田口村、上八院村、蛭池村が合併して村制施行し、木佐木村が発足[1][2]。
- 1898年（明治31年）- 木佐木銀行設立[1]
- 1907年（明治40年）- 木佐木信用購買販売組合設立[1]
- 1913年（大正2年）- 三潴建築貯金設立[1]
- 1920年（大正9年）- 有限責任花莚経糸購買組合設立、木佐木実業補習学校設立[1]。
- 1949年（昭和24年）5月28日 - 昭和天皇の戦後巡幸。福岡県藺草指導所を視察[3]。
- 1955年（昭和30年）1月1日 - 三潴郡大溝村、大莞村と合併して大木町を新設して廃止[1][2]。

## 交通

### 鉄道
- 西日本鉄道
  - 大牟田線：八丁牟田駅